# 藤井清水

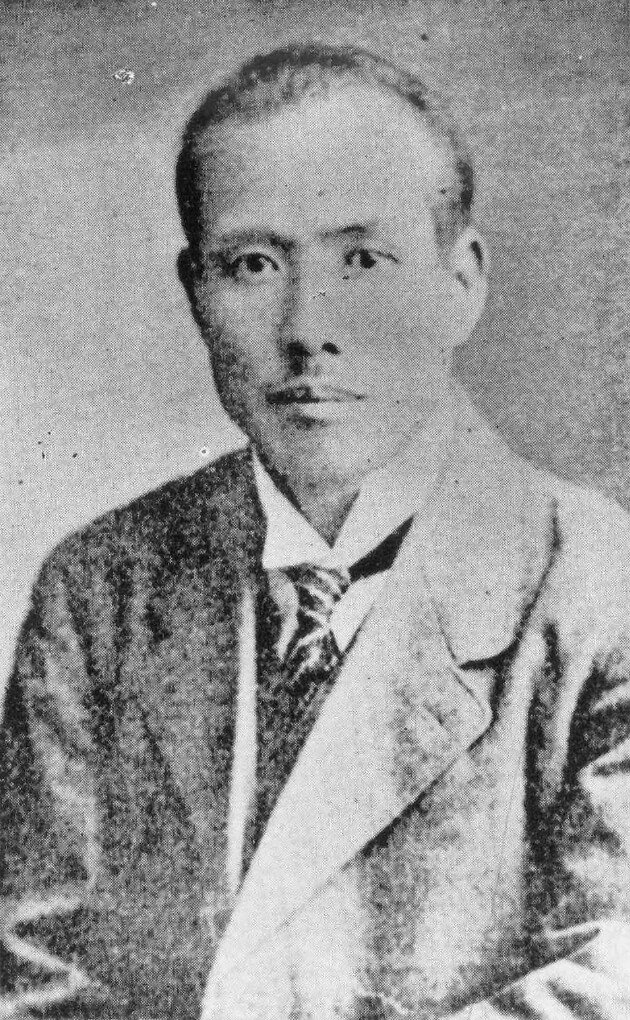
1929年頃撮影

藤井 清水（ふじい きよみ、1889年〈明治22年〉2月17日 - 1944年〈昭和19年〉3月25日）は、日本の作曲家。童謡作曲家、民謡研究家。広島県安芸郡焼山村（現・呉市）出身。生涯に約1900曲も作曲、編曲しながら、あまり世に知られることのなかった人である。のちに、『日本民謡大観』のもととなる民謡の採譜をたくさん行い、民謡の楽譜化に力を尽くして、日本民謡の音楽的研究の推進に多大な貢献をした。

## 経歴
医師として由緒ある家の三男として、生を享けた。幼い頃から三味線の音を聞き分け、調子を合わせることができたという。
焼山尋常小学校（現・呉市立昭和西小学校）、呉高等小学校をへて福山中学校で学んだ。音楽学校進学を志した清水だが、最初の受験には失敗し、1911年、東京音楽院受験科に入学する。そこで権藤円立と知り合い、親しくなって、行動を共にするようになっていった。1912年4月、清水と権藤円立はそろって東京音楽学校（現・東京藝術大学）甲種師範科に入学した。
福岡県小倉市（現・北九州市）に転居し、小倉高等女学校（現・小倉西高校）、福岡県京都高等女学校（現・福岡県立京都高校）の音楽担任を歴任した後、志賀志那人に招かれ、兵庫県伊丹市に転居、大阪市立北市民館に勤務する。この間、宝塚歌劇に依頼され、『成吉思汗』や『燈籠大臣』、『平重衡』などを作曲した。童謡運動で1919年創刊された『金の船』（後『金の星』と改題）でも作品を発表して活躍。また、山田耕筰に推薦され、1920年からセノオ楽譜として歌曲をいくつも出版している。
1921年、志賀館長と藤井清水、浪曲師宮川松安に遅れて上阪してきた権藤円立を加え、「楽浪園」同人を設立する。1922年、野口雨情が下阪してきた際、同人設立の趣旨に同意して、その同人となった。楽浪曲という新しいスタイルの曲を作詞作曲し、演奏して回っていたが、それはやがて成長発展し、1924年4月、芸術教育協会が設立されるに至る。ドイツでレコーディングした『港の時雨』が逆輸入され一世を風靡。
また1928年1月、仏教音楽協会の成立に力を貸し、仏教音楽の研究や新仏教音楽の創作にも力を注いだ。同年8月、日本民謡協会の設立にも参加し、理事に就任している。赤坂小梅を世に出したことでも知られる。
1939年から、町田佳聲と共同で全国の民謡採譜に着手し、1941年からは、共にNHKの嘱託となって採譜を続けた。その活動は『日本民謡大観』という形で後に出版されるが、彼はその出版を見ることなく、1944年3月25日、腸ねん転のため東京で死去した。55歳。呉市の中央公園内には彼の功績をたたえる碑が1961年に設置された。また、彼の生家が呉市焼山に存在していたが2018年に解体される。
童謡の作曲に関していえば、民謡やわらべ歌を基盤とした極めて民俗色の濃い作品が、唱歌スタイルをベースとした音楽感覚に醸成されつつあった当時の日本人に、あまり受け入れられなかったともいわれる。小島美子は、「他のどの作曲家の童謡よりも段違いに童謡本来のあるべき姿に近づいていた」と、評価している。藤井の作品分析は、小島の著書『童謡運動の歴史的意義』、『音楽教育研究』、『日本童謡音楽史』に詳しい。
呉市歌の作曲や呉市立昭和西小学校（出身である焼山尋常小学校）歌の作曲・作詞も行っている。
野口雨情の詞をつけた童謡の『足柄山』は、生家のある焼山において、17時に流れるもの悲しい曲として広く知られている。また、この曲と金太郎をモチーフそして出生地に由来した広島県呉市昭和地区のゆるキャラが考案され、そのゆるキャラの名前は藤井清水の「清水（きよみ）」に因んで「きよみん」と命名されている。

## 代表作品

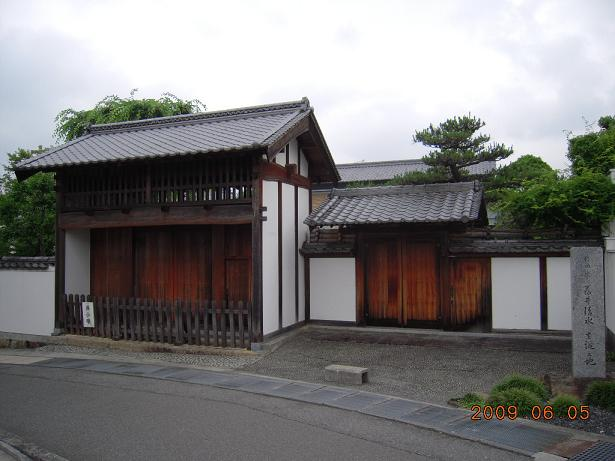
藤井清水生家(呉市焼山町)

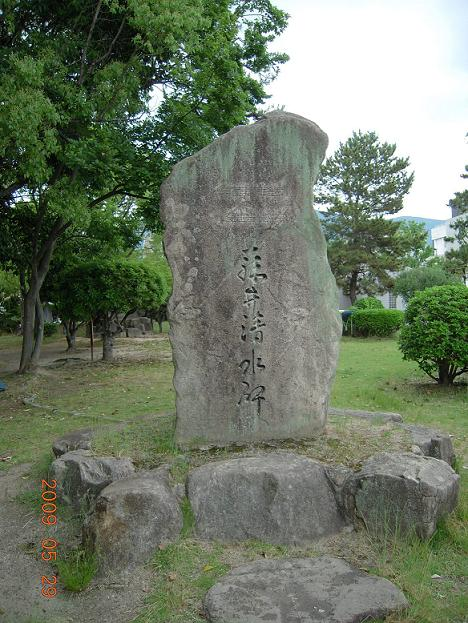
藤井清水碑(呉市中央公園)

### 民謡
- 港の時雨
- 磯原節
- 鴫の声
- 土投げ唄
- 犬山音頭
- 九州小唄
- 呉小唄[2]

### 歌曲
- 白き手に
- 河原柳
- 佐渡ヶ島

### 童謡
- 信田の藪
- 足柄山
- 良寛さま
- ながさき

## 著作
- 藤井清水・弘田龍太郎編 編『日本民謡曲集』春秋社〈世界音楽全集 第13巻〉、1930年7月。 NCID BN07919400。全国書誌番号:47023831。
- 金田一春彦編 編『藤井清水歌曲集』藤井清水歌曲集刊行会、1982年8月。 NCID BN07226244。全国書誌番号:83010861。
  - 金田一春彦編 編『藤井清水歌曲集』萩原英雅校閲（再版）、呉市制100周年記念事業実行委員会、2002年3月。 NCID BA57624418。全国書誌番号:20283814。